# Orgue del Convent de Sant Antoni de Pàdua (Artà)
L'Orgue del Convent de Sant Antoni de Pàdua (Artà) és un instrument històric que ha conegut diverses etapes al llarg dels segles. El convent dels Franciscans d'Artà es va fundar el 21 de juny de 1581 a la possessió de Bellpuig i el 1600 es va establir a la vila.

## Història
La primera referència documentada d'un orgue data de 1595, quan es va encarregar un instrument pel monestir amb un pagament de 30 lliures. El primer orgue va romandre al convent fins al 1843, any en què es va proposar traslladar-lo a la parròquia, però finalment es va vendre a Son Servera per 40 lliures. Aquest instrument, que actualment es troba desmuntat a l'església de Son Servera, s'atribueix a Mestre Guillem Barrera, constructor de la primera meitat del segle xvii.
Després d'aquesta desaparició, l'any 1893, l'orguener Miquel Cardell va construir un nou orgue, instal·lat a l'exconvent per encàrrec del rector Gabriel Salvà. Aquest instrument era de dimensions reduïdes i estava situat al centre de la barana del cor. Amb el temps, es va deteriorar i avui dia només en queden les manxes.
L'orgue actual es va instal·lar l'any 1947 i prové de la casa Amézua de Sant Sebastià. La seva benedicció es va celebrar el 21 de desembre d'aquell any en una cerimònia presidida pel Pare Antoni Bauzà, amb la participació de l'organista Julián Samper, que va oferir un concert molt apreciat pels assistents. L'instrument es troba al fons del cor, aferrat a la paret de l'església. Com que és un orgue pneumàtic, necessita un manteniment constant i, per la seva complexitat, es troba en un estat precari, tot i que encara es toca.

## Descripció de la consola
La consola està situada davant l'instrument i d'esquena a aquest. Compta amb dos teclats de 56 notes, un pedal de 30 notes i set jocs reals. La disposició de registres inclou:
- Orgue Major: Violón 16', Flautado 8', Salicional 8', Octava 4', Lleno, Trompeta 8'.
- Recitatiu: Diapasón 8', Gamba 8', Celeste 8', Flauta Octaviante 4', Lleno, Trompeta 8'.
- Pedal: Subbajo 16' (per transmissió de l'Orgue Major), a més d'un pedal d'expressió i botons de combinació com mf, f, tutti, anul·lador i combinació lliure.[2]